# 大和通
大和通（やまとどおり）は、愛知県春日井市にある地名。現行行政地名は大和通1丁目及び大和通2丁目。

## 地理
春日井市南西部に位置する。東は若草通・旭町・角崎町、西は惣中町・天神町、南は勝川町、北は神明町・旭町に接する。

## 歴史

### 沿革
- 1948年（昭和23年） - 春日井市勝川・柏井の各一部により、同市大和通として成立[1]。
- 1976年（昭和51年） - 惣中町の一部を編入[1]。

## 世帯数と人口
2019年（平成31年）4月1日現在の世帯数と人口は以下の通りである。
| 丁目        | 世帯数  | 人口    |
| ----------- | ------- | ------- |
| 大和通1丁目 | 323世帯 | 692人   |
| 大和通2丁目 | 308世帯 | 696人   |
| 計          | 631世帯 | 1,388人 |

### 人口の変遷
国勢調査による人口の推移
| 1995年（平成7年）  | 1,040人 | [ 7 ]  |  |
| 2000年（平成12年） | 1,239人 | [ 8 ]  |  |
| 2005年（平成17年） | 1,230人 | [ 9 ]  |  |
| 2010年（平成22年） | 1,174人 | [ 10 ] |  |
| 2015年（平成27年） | 1,174人 | [ 11 ] |  |

## 学区
市立小・中学校に通う場合、学区は以下の通りとなる。また、公立高等学校に通う場合の学区は以下の通りとなる。
| 丁目        | 番・番地等                      | 小学校               | 中学校               | 高等学校 |
| ----------- | ------------------------------- | -------------------- | -------------------- | -------- |
| 大和通1丁目 | 全域                            | 春日井市立山王小学校 | 春日井市立知多中学校 | 尾張学区 |
| 大和通2丁目 | 20～21番地 29～55番地           | 春日井市立山王小学校 | 春日井市立知多中学校 | 尾張学区 |
| 大和通2丁目 | 1～19番地 22～28番地 56番地以降 | 春日井市立勝川小学校 | 春日井市立中部中学校 | 尾張学区 |

## 交通
- 国道19号（春日井バイパス）

## 施設
- 臨済宗東福寺派地蔵寺[6]北緯35度13分48.4秒 東経136度57分4.9秒 / 北緯35.230111度 東経136.951361度
- 秋葉神社北緯35度13分47.2秒 東経136度57分6.3秒 / 北緯35.229778度 東経136.951750度
- 末日聖徒イエス・キリスト教会春日井ワード北緯35度14分1.9秒 東経136度57分7.5秒 / 北緯35.233861度 東経136.952083度

## その他

### 日本郵便
- 郵便番号 : 486-0944[4]（集配局：春日井郵便局[14]）。